# Vĩnh Thạnh Trung
Vĩnh Thạnh Trung là một xã thuộc tỉnh An Giang, Việt Nam.

## Địa lý

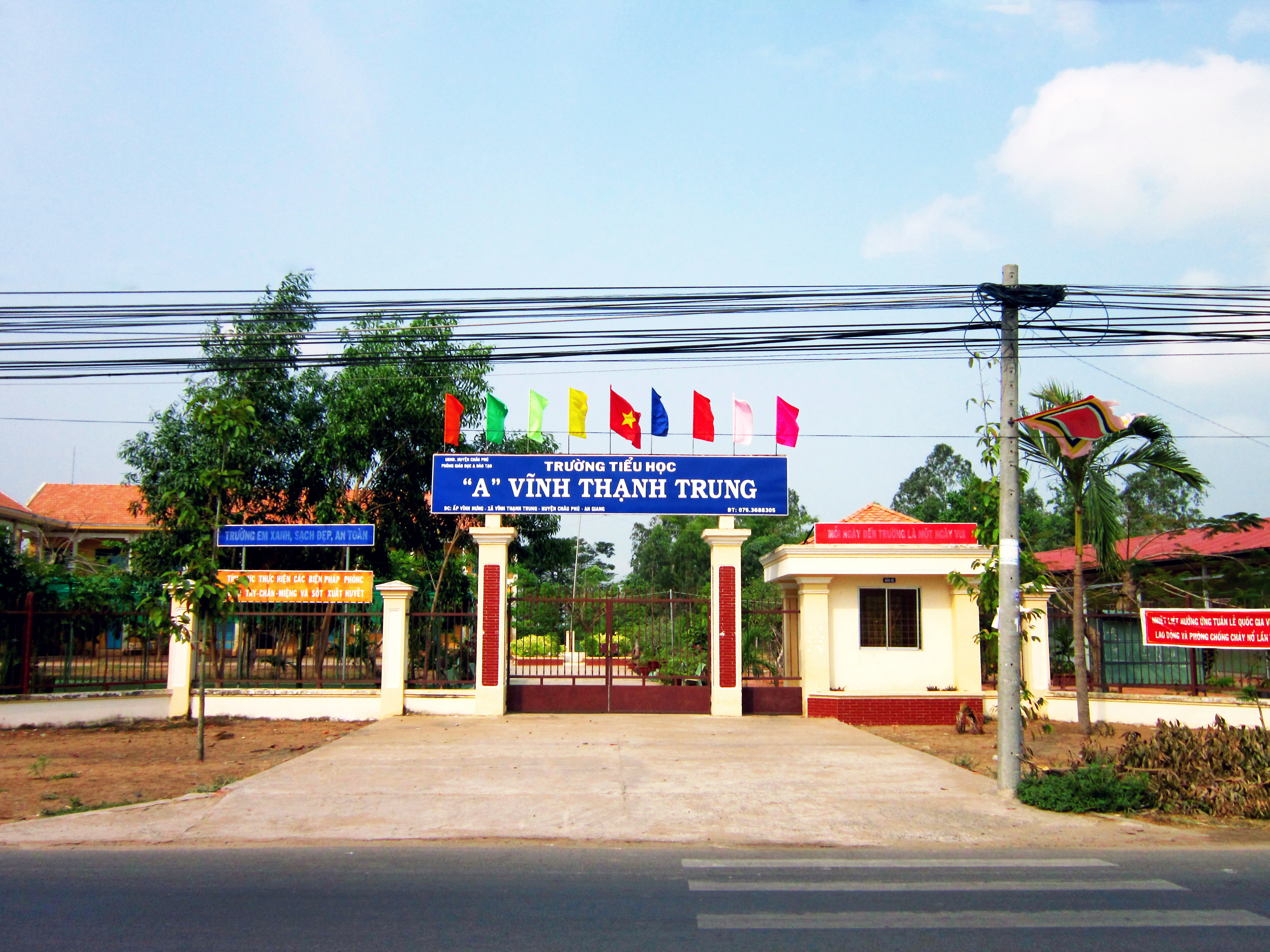
Trường Tiểu học A thị trấn Vĩnh Thạnh Trung

## Lịch sử
Trước đây, Vĩnh Thạnh Trung là một xã thuộc huyện Châu Phú.
Ngày 25 tháng 4 năm 1979, Hội đồng Chính phủ ban hành Quyết định 181-CP. Theo đó:
- Tách các ấp Bình Nghĩa, Bình Hòa 1 của xã Bình Long và các ấp Vĩnh Tiền, Vĩnh Quới của xã Vĩnh Thạnh Trung để thành lập thị trấn Cái Dầu
- Tách các ấp Mỹ Thiện 1, Mỹ Thiện 2 của xã Mỹ Đức và ấp Vĩnh Hòa của xã Vĩnh Thạnh Trung để thành lập xã Mỹ Phú
- Tách một phần ấp Vĩnh Bình của xã Vĩnh Thạnh Trung và một phần ấp Mỹ Hòa của xã Mỹ Đức để thành lập xã Ô Long Vĩ
- Sáp nhập ấp Mỹ Thuận 2 của xã Mỹ Đức vào xã Vĩnh Thạnh Trung
- Sáp nhập một phần ấp Vĩnh Bình của xã Vĩnh Thạnh Trung vào xã Mỹ Đức
- Sáp nhập các ấp Bình An, Thạnh Lợi của xã Thạnh Mỹ Tây vào xã Vĩnh Thạnh Trung.

Ngày 12 tháng 1 năm 1984, Hội đồng Bộ trưởng ban hành Quyết định 8-HĐBT. Theo đó, sáp nhập một phần ấp Vĩnh Bình của xã Vĩnh Thạnh Trung vào xã Thạnh Mỹ Tây.
Ngày 9 tháng 12 năm 2020, Ủy ban Thường vụ Quốc hội ban hành Nghị quyết 1107/NQ-UBTVQH14 (nghị quyết có hiệu lực từ ngày 1 tháng 2 năm 2021). Theo đó, thành lập thị trấn Vĩnh Thạnh Trung trên cơ sở toàn bộ 28,43 km² diện tích tự nhiên và 29.528 người của xã Vĩnh Thạnh Trung.
Ngày 12 tháng 6 năm 2025, Ủy ban Thường vụ Quốc hội ban hành Nghị quyết số 1654/NQ-UBTVQH15 về việc sắp xếp các đơn vị hành chính cấp xã của tỉnh An Giang. Theo đó, toàn bộ diện tích tự nhiên, quy mô dân số của thị trấn Vĩnh Thạnh Trung và xã Mỹ Phú thành xã mới có tên gọi là xã Vĩnh Thạnh Trung.

## Kinh tế
Người dân ở đây sống chủ yếu bằng nghề nông và chăn nuôi gia súc và thủy sản...
Sản xuất nông nghiệp: diện tích gieo trồng được 2191 ha, trong đó lúa 2160 ha, cây màu 31 ha. Chăn nuôi: thủy sản: diện tích hiện nuôi 77.8 ha, sản lượng thu hoạch 7500 tấn; thú y: tổng đàn gia súc gia cầm 11.567 con. Bình quân lương thực đầu người 1.196 kg/người/năm.